# Pinus discolor
Pinus discolor — вид голонасінних рослин з родини соснових. Діапазоном поширення виду є пд.-сх. Аризона, пд.-зх. Нью-Мексико і Північна Мексика.